# Listă de actori norvegieni
Aceasta este o listă de actori norvegieni:

Cuprins: Început - 0–9 A B C D E F G H I J K L M N O P Q R S T U V W X Y Z

## A

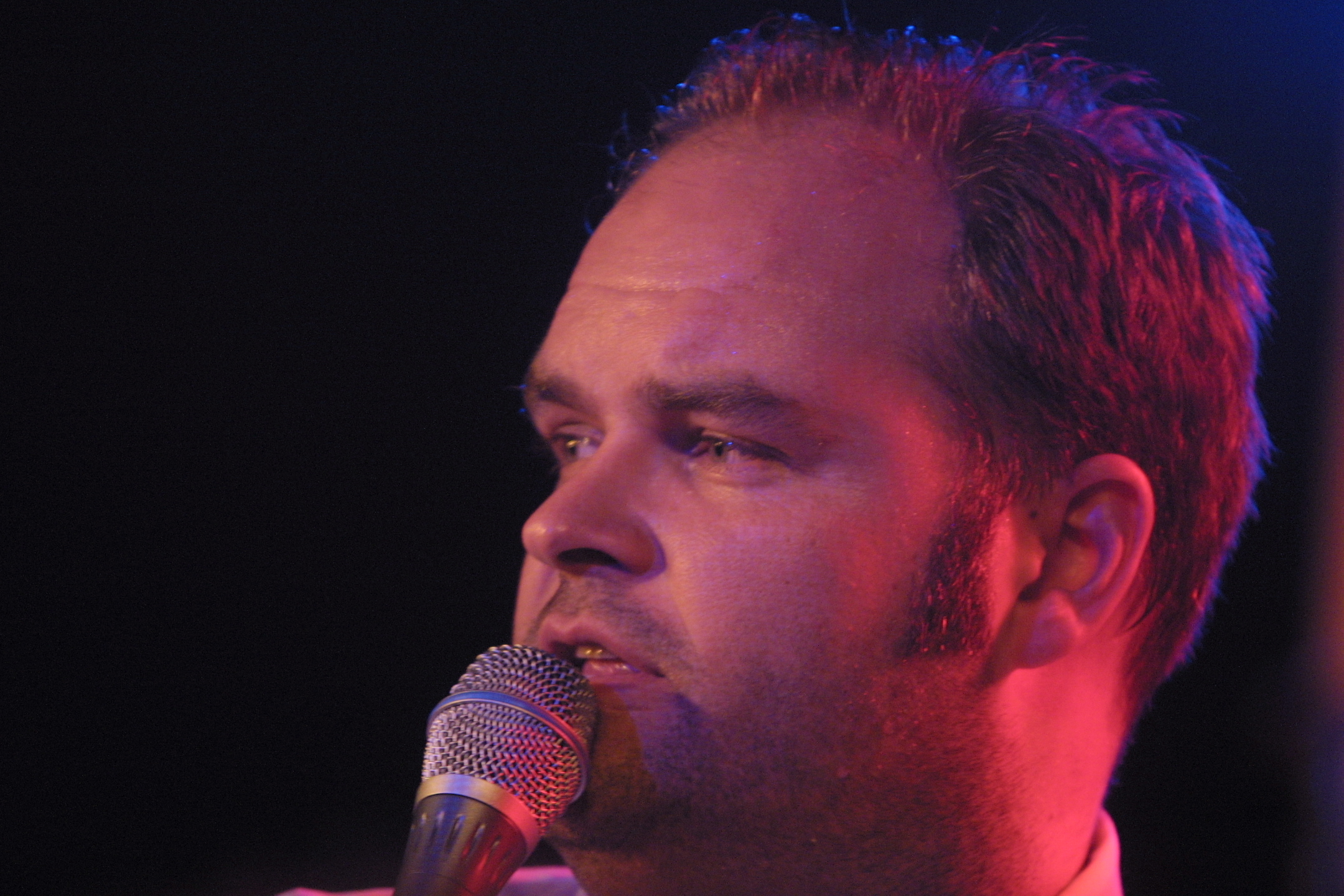
Atle Antonsen

- Iselin Alme [1]
- Morten Andersen
- Siw Anita Andersen
- Marit Andreassen
- Atle Antonsen
- Frøydis Armand
- Gisken Armand
- Per Asplin

## B

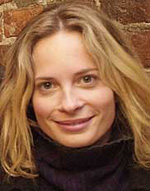
Maria Bonnevie

- Øystein Bache
- Turid Balke
- Kjetil Bang-Hansen
- Pål Bang-Hansen
- Petronella Barker
- Eva Bergh
- Lene Elise Bergum
- Mari Bjørgan
- Øivind Blunck
- Maria Bonnevie
- Christin Borge
- Pia Borgli
- Vanessa Borgli
- Harriet Bosse
- Heidi Gjermundsen Broch
- Ida Elise Broch
- Nicolai Cleve Broch
- Louise Brun
- Trond Brænne
- Sæbjørn Buttedahl
- Aase Bye
- Carsten Byhring
- Bentein Baardson
- Henrik Børseth
- Aagot Børseth
- Bente Børsum

## C
- Sofie Cappelen
- Edith Carlmar
- Lalla Carlsen
- Jørn Christensen
- Anders Baasmo Christiansen

## D
- Aagot Didriksen
- Ernst Diesen
- Kari Diesen
- Øystein Dolmen
- Johanne Dybwad
- Kjersti Døvigen
- Ulrikke Hansen Døvigen
- Edvard Drabløs

## E

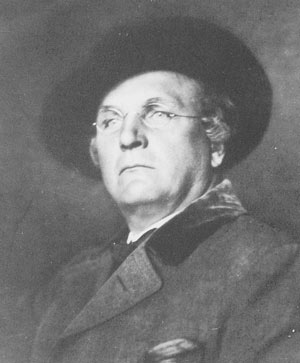
Egil Eide

- Espen Eckbo
- Julie Ege
- Aud Egede-Nissen
- Harald Eia
- Egil Eide
- Jon Eikemo
- Per Christian Ellefsen
- Kjersti Elvik
- Leif Enger
- Åsleik Engmark
- Beate Eriksen
- Jacob Margido Esp

## F
- Johan Fahlstrøm
- Jack Fjeldstad
- Lise Fjeldstad
- Bjørn Floberg
- Emilie da Fonseca
- Minken Fosheim
- Wenche Foss
- Kristin Frogner

## G
- Nils Gaup
- Claes Gill
- Jarl Goli
- Laila Goody
- Elisabeth Granneman
- Gerd Grieg
- Laura Gundersen

## H
- Ingjald Haaland
- Pål Sverre Valheim Hagen
- Klaus Hagerup
- Marie Hamsun
- Sverre Hansen
- Morten Harket
- Thorbjørn Harr
- Gunnar Haugan
- Marit Haugan
- Solveig Haugan
- Kim Haugen
- Per Theodor Haugen
- Harald Heide-Steen jr.
- Liv Heløe
- Sonja Henie
- Aksel Hennie
- Erik Hivju
- Bjarte Hjelmeland
- Willie Hoel
- Mona Hofland
- Sverre Holm
- Kjersti Holmen
- Ellen Horn
- Andrea Bræin Hovig
- Svein Sturla Hungnes
- Knut Husebø
- Brit Elisabeth Haagensli

## I
- Lillebil Ibsen

## J
- Anne Marit Jacobsen
- Per Jansen
- Otto Jespersen
- Pål Johannessen
- Kristoffer Joner
- Helge Jordal
- Leif Juster

## K
- Adil Khan
- Bente Kahan
- Grethe Kausland
- Negar Khan
- Trond Kirkvaag
- Agnes Kittelsen
- Jorunn Kjellsby
- Thoralf Klouman
- Henki Kolstad
- Lasse Kolstad
- Anne Krigsvoll
- Marianne Krogness
- Sossen Krohg
- Jannike Kruse
- Herborg Kråkevik
- Ada Kramm

## L
- Jørgen Langhelle
- Britt Langlie
- Lars Andreas Larssen
- Rolf Kristian Larsen
- Tutte Lemkow
- Per Lillo-Stenberg
- Martin Linge
- Anneke von der Lippe
- Hilde Lyrån
- Elsa Lystad
- Knut Lystad
- Georg Løkkeberg
- Thorleif Lund

## M
- Natassia Malthe
- Tom Mathisen
- Alfred Maurstad
- Mari Maurstad
- Toralv Maurstad
- Gørild Mauseth
- Katja Medbøe
- Henrik Mestad
- Lars Mjøen
- Henny Moan
- Grynet Molvig
- Tone Mostraum
- Harald Mæle
- Lillian Müller

## N
- Ellen Nikolaysen
- Ole-Jørgen Nilsen
- Rolf Just Nilsen
- Sven Nordin
- Arne Lindtner Næss
- Petter Næss
- Randi Lindtner Næss

## O
- Nils Ole Oftebro
- Arve Opsahl
- Anne Marie Ottersen
- Mads Ousdal
- Sverre Anker Ousdal
- Baard Owe

## P
- Lita Prahl
- Dominic Purcell

## R
- Rasmus Rasmussen
- Helge Reiss
- Tom Remlov
- Iren Reppen
- Frank Robert
- Einar Rose
- Amund Rydland
- Anne Ryg

## S
- Bjørn Sand
- Vidar Sandem
- Julia Schacht
- Guri Schanke
- Kristopher Schau
- Aud Schønemann
- Hege Schøyen
- Tore Segelcke
- Kari Simonsen
- Stian Barsnes Simonsen
- Bjørn Skagestad
- Espen Skjønberg
- Henny Skjønberg
- Christian Skolmen
- Jon Skolmen
- Linn Skåber
- Eva Sletto
- Augusta Smith
- Kirsti Sparboe
- Thea Stabell
- Fredrik Steen
- Harald Steen
- Harald Heide Steen
- Harald Heide-Steen Jr.
- Linn Stokke
- Lisa Stokke
- Tor Stokke
- Robert Stoltenberg
- Dennis Storhøi
- Gisle Straume
- Bjørn Sundquist
- Kari Svendsen
- Andrine Sæther
- Rolf Søder

## T
- Marie Takvam
- Børt-Erik Thoresen
- Svein Tindberg
- Pia Tjelta
- Ane Dahl Torp
- Lisa Tønne
- Lars Tvinde

## U

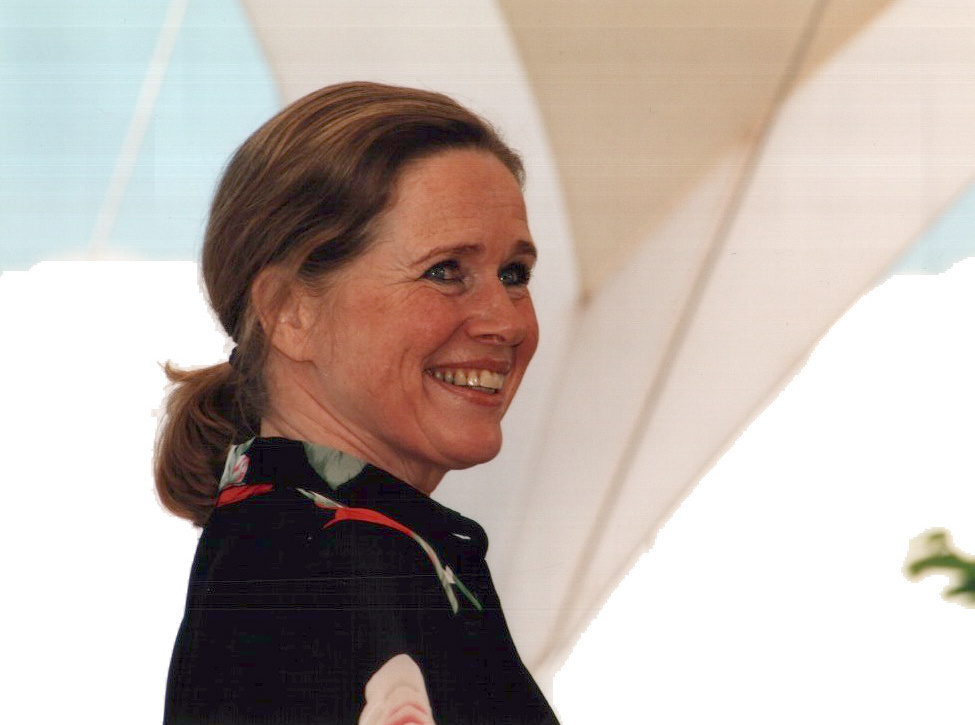
Liv Ullmann

- Liv Ullmann

## V
- Ingerid Vardund
- Nils Vogt
- Anh Vu
- Dag Vågsås

## W
- Sølvi Wang
- Rolv Wesenlund
- Ragna Wettergreen
- Knut Wigert
- Øystein Wiik
- Sverre Wilberg
- Stein Winge

## Y
- Bård Ylvisåker
- Vegard Ylvisåker

## Ø
- Jon Øigarden

## Å
- Hauk Aabel
- Per Aabel

## Vezi și
- Maria Haukaas Mittet